# Ventricoli cerebrali
Il sistema dei ventricoli cerebrali è costituito da canali interconnessi a spazi che si susseguono l'un l'altro contenuti all'interno dell'encefalo.
Due voluminosi ventricoli laterali, uno in ciascun emisfero, sono connessi al terzo ventricolo mediante i due forami interventricolari di Monro. Il terzo ventricolo, collocato in posizione mediana tra i due emisferi, comunica tramite un lungo canale, detto acquedotto cerebrale, con il quarto ventricolo, in comunicazione con la cisterna magna per mezzo dei fori di Luschka e di Magendie, prosegue infine inferiormente nel canale ependimale del midollo spinale, un residuo del lume centrale del tubo neurale.
All'interno del sistema ventricolare cerebrale e degli spazi subaracnoidei scorre il liquido cefalorachidiano (o liquor), prodotto dalle cellule ependimali dei plessi corioidei.

## Anatomia
Nell'encefalo sono presenti quattro ventricoli: due laterali, il terzo e il quarto ventricolo, tutti connessi tra loro e con gli spazi subaracnoidei mediante fori o canali in cui scorre il liquido cefalorachidiano. Il terzo e il quarto ventricolo sono connessi da un canale, l'acquedotto di Silvio. I ventricoli sono rivestiti da ependima e da uno strato gliale subependimale.

### Ventricoli laterali
I ventricoli laterali sono pari e sono le cavità più voluminose dell'encefalo, hanno un profilo simile a quello di una "C" allungata orizzontalmente, che nei margini superiori e anteriori ricalca quello del corpo calloso. La loro forma è dovuta principalmente all'encefalizzazione caratteristica dell'uomo, che ha portato allo sviluppo dei lobi frontale, parietale ed occipitale, spingendo anteriormente ed inferiormente il lobo temporale, filogeneticamente più antico. Ciascun ventricolo laterale è costituito da un corpo, da un corno anteriore interno al lobo frontale, da un corno posteriore interno al lobo occipitale e da un corno inferiore nel lobo temporale.
Il corno anteriore è una cavità tondeggiante che si trova nel lobo frontale dell'encefalo, continua superiormente nel corpo del ventricolo laterale ed inferiormente presenta il foro di Monro (o foro interventricolare) che lo mette in comunicazione con il terzo ventricolo. La base e le pareti laterali sono costituite dalla testa del nucleo caudato, la parete mediale dal setto pellucido e dalle colonne del fornice mentre il tetto è costituito dal ginocchio del corpo calloso.
Il corpo del ventricolo laterale è la continuazione posteriore del corno anteriore, è una cavità allungata e triangolare in sezione che forma una curva a concavità inferiore nei lobi frontale e parietale per proseguire posteriormente in un restringimento che forma il corno posteriore e prolungarsi antero-inferiormente nei due corni inferiori. La porzione più posteriore del corpo, che dà origine ai due corni è chiamata atrio. Il suo pavimento è costituito dal talamo, dal plesso corioideo (posto nella fessura corioidea, a sua volta collocata tra talamo e corpo del fornice) e più posteriormente dal corpo del fornice, il tetto dal corpo calloso, le pareti laterali dal nucleo caudato anteriormente e dal talamo posteriormente, la parete mediale dal corpo del fornice. I due corpi sono sempre separati dal setto pellucido che si collega posteriormente allo splenio del corpo calloso.
Il corno posteriore è una cavità allungata e quadrangolare che si porta posteriormente all'interno del lobo occipitale. Le sue pareti laterali e il tetto sono formate dal tapetum del corpo calloso, la parete mediale dallo splenio del corpo calloso.
Il corno inferiore è la porzione più ampia del ventricolo laterale, a partire dall'atrio si porta anteriormente, lateralmente ed inferiormente nel lobo temporale, lateralmente ed inferiormente al pulvinar del talamo; esternamente lo si può considerare come posto in profondità rispetto al solco temporale superiore del lobo temporale. Il suo tetto è formato dal tapetum del corpo calloso, dalla stria terminale e dalla coda del nucleo caudato, il pavimento dall'ippocampo, dalla fimbria, dall'eminenza collaterale e dal plesso corioideo (qui la fessura corioidea è posta tra la stria terminale e la fimbria).
L'acquedotto di Silvio decorre medialmente a ciascuno dei due corni inferiori, da cui è separato dal talamo mediale, di conseguenza lo stesso terzo ventricolo è più profondo e mediale.

### Terzo ventricolo
Il terzo ventricolo, impari e mediano, è contenuto nel diencefalo, comunica superiormente con i due ventricoli laterali tramite i fori interventricolari (di Monro) ed inferiormente con lo stretto acquedotto di Silvio che lo mette in comunicazione con il quarto ventricolo.
È una cavità dalla forma complessa, allungata in senso antero-posteriore ed appiattita in senso trasversale. Le sue pareti laterali, nei due terzi superiori sono costituite dal talamo mediale, nel terzo inferiore anteriormente dall'ipotalamo e posteriormente dal subtalamo. I due talami sono collegati da una striscia di sostanza grigia, la commissura intertalamica, che decorre all'interno del terzo ventricolo. La parete anteriore è formata dalle colonne del fornice e dalla commissura anteriore, il tetto è formato dalla tela corioidea, mentre il "pavimento" dalla lamina terminale (che congiunge rostro del corpo calloso e chiasma ottico), dal recesso ottico, dal chiasma ottico, dal recesso infundibolare, dall'ipotalamo, dal tuber cinereum e dai corpi mammillari. Il margine posteriore è delimitato dalla commissura posteriore, dal recesso sottopineale, dall'epifisi e dal recesso sovrapineale.

### Acquedotto di Silvio
L'acquedotto di Silvio è uno stretto canale impari e mediano di 1–2 mm, che mette in comunicazione il terzo ventricolo (dove origina a livello della commissura posteriore) con il quarto ventricolo. È circondato dal grigio periacqueduttale e decorre all'interno del mesencefalo.

### Quarto ventricolo
Il quarto ventricolo è una cavità contenuta tra tronco encefalico e cervelletto, superiormente è in comunicazione con il terzo ventricolo tramite l'acquedotto di Silvio, inferiormente con il canale ependimale del midollo spinale e possiede tre fori che lo mettono in comunicazione con le cisterne cerebrali contenenti liquido cefalorachidiano.
In sezione sagittale è descritto come una cavità "a tenda", la cui base è delimitata dal ponte e l'apice dal cervelletto. In realtà questa cavità a livello del solco bulbopontino presenta due recessi laterali alle cui estremità sono presenti i fori del Luschka che lo mettono in comunicazione con lo spazio subaracnoideo dell'angolo cerebellare, laterale ed inferiore al cervelletto, e con la cisterna pontina, anteriore al ponte e al bulbo.
Il pavimento del quarto ventricolo, costituito dalla fossa romboidale, è prevalentemente costituito da sostanza grigia, compresi alcuni nuclei dei nervi cranici. La fossa romboidale presenta superiormente quali pareti laterali i peduncoli cerebellari superiori, mentre l'estremità posteriore è l'obex, inferiormente i tubercoli gracile e cuneato e i peduncoli cerebellari inferiori. Ciascuna fossa romboidale è divisa da un solco longitudinale mediano in due metà speculari, ciascuna di queste è divisa in due parti, una mediale (l'eminenza mediale) e in una laterale (l'area vestibolare) dal solco limitante. L'eminenza mediale presenta un piccolo rilievo, detto collicolo faciale, superiormente al quale vi è una fossetta, la fovea superiore, che lo separa dall'area vestibolare. Nella porzione superiore del solco limitante e leggermente in profondità è collocato il locus coeruleus, così chiamato per la sua colorazione azzurrina. Se la porzione superiore dell'eminenza mediale è costituita prevalentemente dal collicolo faciale, l'inferiore presenta il trigono dell'ipoglosso, che copre il nucleo del nervo ipoglosso (XII).
Tra il trigono dell'ipoglosso e l'area vestibolare vi è il triangolo vagale che copre il nucleo motore dorsale del nervo vago (X). Inferiormente al trigono del vagale vi è il funiculus separans che lo separa dall'area postrema, un organo circumventricolare appena superiore al tubercolo gracile. Il tetto del quarto ventricolo è costituito dalla sottile membrana tettoria, costituita a sua volta dal velo midollare superiore, teso tra i peduncoli cerebellari superiori e dal velo midollare inferiore, teso tra i peduncoli cerebellari inferiori. La membrana tettoria è costituita da ependima e pia madre. Nel velo midollare inferiore si apre il foro di Magendie che mette in comunicazione il quarto ventricolo con la cisterna magna.